# Morad El Hattab
Morad El Hattab, nacido el 24 de mayo de 1974 es un escritor y ensayista francés, de origen marroquí.

## Biografía
Ha trabajado como consejero en economía.
En 2005 recibió el premio literario Lucien Caroubi "por la paz y la tolerancia" por su libro Chronique d'un buveur de lune.
Ha estado implicado en el movimiento contra el conflicto de Darfur.
Está involucrado en la lucha contra la pedofilia.
Se ha involucrado en el movimiento de protestas por las respuestas a la pandemia de COVID-19.

## Filosofía
Es considerado como un humanista del mundo musulmán.

## Publicaciones
Ensayos
- Saif Al Islam Kadhafi ; un rêve d'avenir pour la Libye, avec Erick bonnier, Encre D'orient, 17 octobre 2019, ISBN 9782367601953.
- La génération 68 au service de la mondialisation; réponse à André Glucksmann, Biblieurope, 13 mai 2008, ISBN 9782848281162.
- La finance mondiale : tout va exploser ; les cycles financiers spéculatifs : un modèle économique instable, avec Philippe Jumel, Leo scheer, 17 novembre 2008, ISBN  9782756101804.
- Kriz ; d'une crise à l'autre, avec Philippe Jumel, Leo scheer, 10 mars 2012, ISBN 9782756103792.
- La Vérité sur la crise, con Irving Silverschmidt, (2010).
- La crise est finie, la suivante arrive, SiLeo scheer, 15 aout 2010, ISBN 9782756102559.
- La France ; une étrange faillite, con Pierre-Philippe Baudel, Philippe Jumel, Alphares,  15 mai 2014, ISBN  9782848390178.
- Vladimir Poutine, le nouveau de Gaulle, Perspectives libres, 2018.

Libro colectivo
- Urgence Darfour, Morad El Hattab (dirección) con André Glucksmann, Bernard Kouchner, Bernard-Henri Lévy, Jaques Julliard, Gérard Prunier, Jacky Mamou, Richard Rossin, Philippe Val, Des idées et des hommes, 2007, ISBN  978-2-3536-9025-1.

Novela
- Chroniques d'un buveur de lune - sur le mal et l'amour, Albin michel, 1 septembre 2015, ISBN 9782226258618.

- Datos: Q3323669